# Mosquée de Fuzhou
La mosquée de Fuzhou (chinois : 福州清真寺 ; pinyin : fúzhōu qīngzhēnsì), est une mosquée fondée en 628, et située à Fuzhou, capitale de la province du Fujian en République populaire de Chine.
Depuis 1983, elle est classée dans la liste des sites historiques et culturels protégés dans le Fujian.

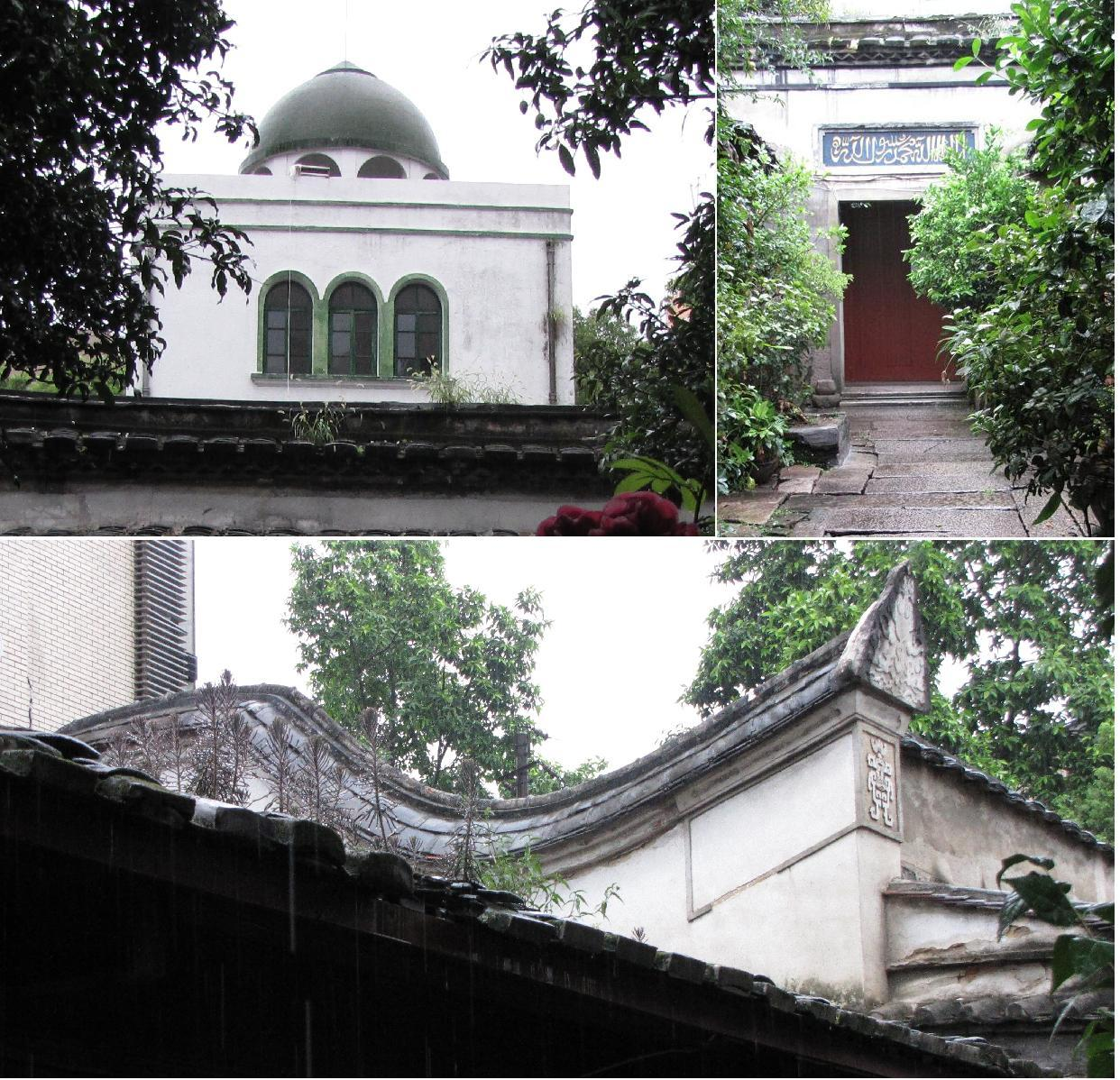
Vues de l'architecture de la mosquée